# Duncan Fegredo
Duncan Fegredo est un auteur de bande-dessinée britannique né à Leicester en 1964.

## Biographie
Il fait ses premiers pas dans la bande dessinée britannique comme bon nombre de ses pairs sur le titre 2000 AD, mais il est probablement plus connu pour ses créations et projets Vertigo avec l'auteur Peter Milligan comme Enigma. Il dessine de nombreuses couvertures pour des titres comme Batman, Star Wars.
Début 2001, l'aventure se poursuit chez Marvel qui lui donne l'occasion de réaliser des histoires de Spider Man et Ultimate Adventures.
À partir de 2008, il succède à Mike Mignola (au détriment de Lee Bermejo, initialement choisi) en tant que dessinateur attitré de l'arc narratif principal de la série Hellboy, depuis L'Appel des ténèbres jusqu'à son épilogue, L'Ultime Tempête.